# Seznam franských králů
Franská říše byla ovládána dvěma dynastiemi, Merovejci a později Karlovci. Říše byla však podle staré germánské zvyklosti často dělena mezi syny umírajícího panovníka a později znovu sjednocena, proto je sledování časové přímky poněkud obtížné.

## Starší franští králové (4.–5. století)
- Mallobaudes 355–380
- Marcomer 380–409
- Pharamond 409–428
- Clodio 428–448
- Merovech 448–457

## Dynastie Merovejců
Dynastie Merovejců odvozuje svůj název od polomytického Merovecha.
- Childerich I. 458–481 – první historický panovník dynastie
- Chlodvík I. 481–511 – zakladatel franské říše

Po Chlodvíkově smrti se království rozdělilo mezi jeho čtyři syny:
| Soissons            | Paříž                 | Orléans           | Remeš                                                              |
| Chlothar I. 511–561 | Childebert I. 511–558 | Chlodomer 511–524 | - Theuderich I. 511–534 - Theudebert I. 534–548 - Theobald 548–555 |
| Chlothar I. 511–561 |                       |                   |                                                                    |

Po smrti svých bratrů získal Chlothar jejich části říše. Po Chlotharově smrti
si říši opět rozdělili jeho synové:
| - Chilperich I. 561–584 - Chlothar II. 584–629 | - Charibert I. 561–567 | - Guntram 561–592 - Childebert II., (570–595), 592–595 - Theuderich II. 595–613 - Sigibert II. 613 | - Sigibert I. 561–575 - Childebert II. 575–595 - Theudebert II. 595–612 - Theuderich II. 612–613 - Sigibert II. 613 |
| - Chlothar II. 584–629                         |                        | | |

Chlothar II. potlačil Brunhildiny výboje a znovusjednotil království. V roce 623 však vytvořil podkrálovství Austrasie kvůli lepší bezpečnosti hranic. Jeho syn a nástupce Dagobert I. krok svého otce později napodobil a jmenoval pro Austrasii a Akvitánsko podkrále.
| Neustrie & Burgundsko | Austrasie | Akvitánsko                                          |
| --- | --- | --------------------------------------------------- |
| - Dagobert I. 629–639 - Chlodvík II. 639–658 - Chlothar III. 658–673 - Theuderich III. 673 - Childerich II. 673–675 - Theuderich III. 675–691 | - Dagobert I. 623–634 - Sigibert III. 634–656 - Childebert Adoptovaný 656–661 - Chlothar III. 661–662 - Childerich II. 662–675 - Chlodvík III. 675–676 - Dagobert II. 676–679 | - Charibert II. 629–632 - Chilperich Akvitánský 632 |
| - Theuderich III. 675–691 | |                                                     |
| - Chlodvík IV. 691–695 | |                                                     |
| - Childebert III. 695–711 | |                                                     |
| - Dagobert III. 711–715 | |                                                     |

| - Chilperich II. 715–721  | - Chilperich II. 715–717 - Chlothar IV. 717–720 - Chilperich II. 720–721 |
| - Theuderich IV. 720–737  |                                                                          |
| - bezvládí 737–743        |                                                                          |
| - Childerich III. 743–751 |                                                                          |

## Majordomové franské říše
Pipinovci byli původně majordomové franských králů v Austrasii a později v celé sjednocené říši:
- Pipin I. Starší (580–640), majordomus Austrasie v letech 623–629 a 639–640
- Ansegisel (602–685), majordomus Austrasie 629–639
- Grimoald Starší (616–662), syn Pipina I., majordomus Austrasie 643–657
- Pipin II. Prostřední (640–714), syn Ansegisela, majordomus Austrasie 679–714 a od roku 688 Vévoda a princ franský a de facto vládce království
- Karel Martel (690–741), majordomus Austrasie 717–741, od roku 718 také majordomus celého království
- Karloman (716–754), majordomus Austrasie 741–747
- Pipin III. Mladší/Krátký (714–768), majordomus Neustrie 741–751 a od roku 747 také majordomus Austrasie

## Dynastie Karlovců
V roce 751 majordomus Pipin Mladší z rodu Pipinovců svrhnul posledního merovejského krále Childericha III. a stal se králem nové dynastie Karlovců:
- Pipin III. Mladší/Krátký (714–768), králem 751–768
- Karloman I., králem 768–771 (Burgundsko, Alemanie a jižní Austrasie)
- Karel Veliký (742–814), králem 768–814 (do roku 771 jen Neustrie, Akvitánie a severní Austrasie)
- Ludvík I. Pobožný (778–840), králem 814–840
- Lothar I. (795–855), spoluvládce 817–840

Franská říše se v roce 843 rozdělila uzavřením Verdunské smlouvy mezi syny Ludvíka Pobožného na Východofranskou říši (Ludvík II. Němec), Středofranskou říši (Lothar I. Franský) a Západofranskou říši (Karel II. Holý).